# すっから母さん
『すっから母さん』（すっからかあさん）は、植田まさしが読売新聞社発行の雑誌『週刊読売』（後の『読売ウイークリー』）において1982年1月17日号から1994年11月6日号まで643回連載した4コマ漫画である。また、芳文社の『まんがタイムファミリー』においても2007年1月号まで、隅月連載で『よりぬきすっから母さん』が掲載された。　

## 概要
東京の庶民的な家庭・須柄（すっから）家を舞台に、主婦のてる子とその家族、そして近所の人たちが巻き起こす騒動を描く。

## 登場人物
てる子
主人公。専業主婦だがパートをしていたこともある。太った体型から日常生活で苦労したりからかわれることがあり、食事関係のネタも多く、ダイエットに何度も挑戦しているが長続きしない。子供2人を両肩に抱えられるなど、かなりの力持ちである。新婚当初は痩せていた。
ドジで気分屋な性格で、スポーツや創作料理など様々なことに興味を示すが、失敗も多い。忘れっぽい一面もあり、背中に湿布を貼っていたのを忘れたままレントゲンを受け、医師から物忘れが激しい旨の診断をされる程。まさるを追いかけているため（体型の割に）足が速く、それを見た近所の人たちから町内リレーの選手にまさる共々選ばれたこともある。
一度だけ同作者の『コボちゃん』にセリフ付きで登場したことがある。
孝
てる子の夫。中年と思われるサラリーマン。冷静な性格で、妻の行動をたしなめることが多いが、力では妻にかなわない他、酒や仕事関係の付き合いなどで妻を怒らせる時がある。
とも子
長女。小学生。母親と違いしっかりした性格であるが、やはり子供っぽいところもある。私服が地味だが、本人曰く「てる子が男でも着られるものばかり買ってくる」とのこと。
まさる
長男。坊主頭の小学生。やんちゃな性格で母親を怒らせることも多い。学校の成績はあまり良くない（そのため点数の低い答案用紙を持って帰る描写が多い）。ドラマ版では『まさ子』という女の子に変更された。
きよし
末っ子。幼稚園児と思われるが、回によって平日に家にいるなど一定していない。年相応にわがままや世間知らずな言動で親を困らせることがある。

## テレビドラマ

### 概要
2003年にテレビ東京系列でドラマ化された。ドラマ化に当たっては毎回2つのエピソードを放送すると共に、オセロの2人が視聴者から寄せられた投書やドラマに関連したトークを交えて放送された。全25回でステレオ放送。第8回目より、小倉優子がキャストに加わり、エンディングに「隣のゆうこちゃん」というコーナーが追加された。

### ドラマパートのキャスト
- てる子 - 西田敏行
- 孝 - 小宮孝泰
- とも子 - 中島知子（オセロ）
- まさ子 - もたい陽子
- きよし - 岡田慶太
- 隣のゆうこちゃん - 小倉優子（落ちの部分・「隣のゆうこちゃん」コーナーのみ）

### オープニング・テーマ（初期）
- 「涙くず」（歌：じみ変）
  - 作詞・作曲：じみ変

### エンディング・テーマ
- 「空に星があるように」（歌：西田敏行）
  - 作詞・作曲：荒木一郎／編曲：増本直樹

### サブタイトル
- 2003年4月06日放送：『朝は戦争』ほか
- 2003年4月20日放送：『マサ子の男友達』ほか
- 2003年4月27日放送：『へそくり』ほか
- 2003年5月04日放送：『節食中』ほか
- 2003年5月11日放送：『太ってる？』ほか
- 2003年5月18日放送：『父さんのフランス出張』ほか
- 2003年5月25日放送：『一万円の使い道』ほか
- 2003年6月01日放送：『ラブレター騒動』ほか
- 2003年6月15日放送：『デート』ほか
- 2003年6月22日放送：『お嬢様気分』ほか
- 2003年6月29日放送：『トモ子はどこへ』ほか
- 2003年7月06日放送：『怖い話』ほか
- 2003年7月13日放送：『買い物』ほか
- 2003年7月20日放送：『夏に向けて』ほか
- 2003年7月27日放送：『一人暮らしがしたい』ほか
- 2003年8月03日放送：『クーラー禁止』ほか
- 2003年8月10日放送：『占いに夢中』ほか
- 2003年8月17日放送：『ご主人が許せない』ほか
- 2003年8月24日放送：『やりくり上手』ほか
- 2003年8月31日放送：『８キロも痩せた』ほか
- 2003年9月07日放送：『母さん倒れる！』ほか
- 2003年9月14日放送：『指輪がない』ほか
- 2003年9月21日放送：『大総集編』

### ネット局
※判明分
テレビ東京系列
- テレビ東京（制作局） - 2003年4月6日開始、毎週日曜25:00～25:30
- テレビ愛知 - 2003年4月23日開始、毎週木曜24:58～25:28
- テレビ大阪 - 2003年10月開始、毎週日曜10:00～10:30
- テレビせとうち - 2003年5月8日開始、毎週木曜24:55～25:25
- TVQ九州放送 - 2003年4月20日開始、毎週日曜12:30～13:00

系列外
- テレビ熊本 - 2003年4月20日開始、毎週日曜6:30～7:00
- テレビユー福島 - 2003年4月17日開始、毎週月曜24:55～25:25
- 琉球朝日放送 - 2005年11月11日開始～2006年3月3日終了、毎週金曜25:35～26:05
- テレビ金沢 - 2006年10月6日開始、毎週金曜26:00～26:30
- 青森放送 - 2007年4月17日開始〜9月25日終了、毎週火曜9:55～10:25
- 静岡第一テレビ

## 備考
- 単行本は絶版状態であるが、最近は増刊号の『まるごと植田まさしタイム』や、コンビニコミックでは本作での単独刊行に加え、『まさし君の特盛まさし君』・『のんき君の特盛のんき君』などにも併録されている。